# Acritodon nephophilus
El musgo de la sierra de Juárez (Acritodon nephophilus) es un musgo conocido únicamente en dos lugares en Oaxaca.  Es un musgo que habita bosques nublados y es endémico del estado de Oaxaca. Es muy parecido a otros musgos de los géneros Pylaistella o Sematophyllum pero algo más brillante. Se distingue por los márgenes de sus filidios (pequeñas hojitas) envolventes y la forma de su cápsula.